# Jan Diddens
Jan Philippe Diddens (Malines, 14 settembre 1906 – Malines, 31 luglio 1972) è stato un calciatore belga, di ruolo attaccante.

## Carriera

### Club
Diddens rimase legato al Racing Mechelen per tutta la durata della sua carriera, vestendo la sua maglia dal 1922 fino al suo ritiro, nel 1934, e giocando nei due più alti livelli del campionato belga di calcio. In questo periodo il miglior risultato ottenuto con la sua squadra furono due terzi posti consecutivi in Division d'Honneur, nei campionati 1928-1929 e 1929-1930.

### Nazionale
Diddens debuttò con la nazionale belga a 20 anni, nel 1926, venendo selezionato con la squadra che giocò le Olimpiadi di Amsterdam 1928 e il Mondiale di calcio 1930.